# Wirdum (Nedersaksen)
Wirdum is een gemeente in de Duitse deelstaat Nedersaksen. De gemeente ligt in de regio Oost-Friesland en is bestuurlijk onderdeel van de Samtgemeinde Brookmerland, behorend bij de Landkreis Aurich. Wirdum telt 1.019 inwoners.

Ligging van Wirdum (donkerrood) binnen de Samtgemeinde Brookmerland (roze)

Wirdum ligt 13 km ten noorden van de stad Emden en 7 km ten zuidwesten van Marienhafe, de hoofdplaats van de Samtgemeinde (waar ook een spoorwegstation is).

## Geschiedenis
Wirdum ( Wurtheim) wordt beschouwd als een van de oudste terpdorpen van Duitsland. Vermoedelijk is het dorp rond het jaar 1000 gesticht, nadat er hier een klooster gevestigd werd. Dit premonstratenzerklooster Aland, ten minste vanaf 1253 gelegen tussen Wirdum en Canhusen,  bestaat echter niet meer. Alleen het orgel van de kloosterkerk bleef bewaard en werd in 1555 overgebracht naar de kerk van Greetsiel.
Het dorp was in de late 12e , 13e en de 14e eeuw de vestigingsplaats van een van de oudst bekende hoofdelingenfamilies van de Friese Kustlanden, Beninga, waartoe de geschiedschrijver Eggerik Beninga behoorde. De Beninga's hebben er ook voor gezorgd, dat Wirdum in de middeleeuwen enige tijd via een kanaal met zee verbonden was en een haven had, die echter na enige decennia weer verzandde.  De Beninga's waren later doorgaans bondgenoten van het geslacht Ukena.  In 1426 werd het kasteel van de Beninga's door soldaten uit Hamburg, die zich met de rivaliserende Cirksena's hadden verbonden, verwoest. Van dit kasteel is niets bewaard gebleven.
Op 10 mei 1552 was Wirdum de locatie van een door Duitse kerkhistorici als belangrijk beschouwd, door gravin Anna van Oldenburg georganiseerd godsdienstgesprek, waarin lutherse en gereformeerde theologen en dominees met elkaar discussieerden over de theologie rondom het Heilig Avondmaal.
In de nazi-periode diende een houten barak achter een boerderij bij het dorp als geïmproviseerd krijgsgevangenenkamp. Enkele tientallen krijgsgevangenen uit Polen en Frankrijk  werden van hieruit als dwangarbeider tewerkgesteld, meestal als boerenknecht. Kort na de oorlog had het dorp circa duizend inwoners, van wie rond 225 Heimatvertriebene, immigranten uit na de Tweede Wereldoorlog aan Polen en de Sovjet-Unie toegewezen voormalige Duitse gebieden, waaronder Silezië en Oost-Pruisen.

## Afbeeldingen

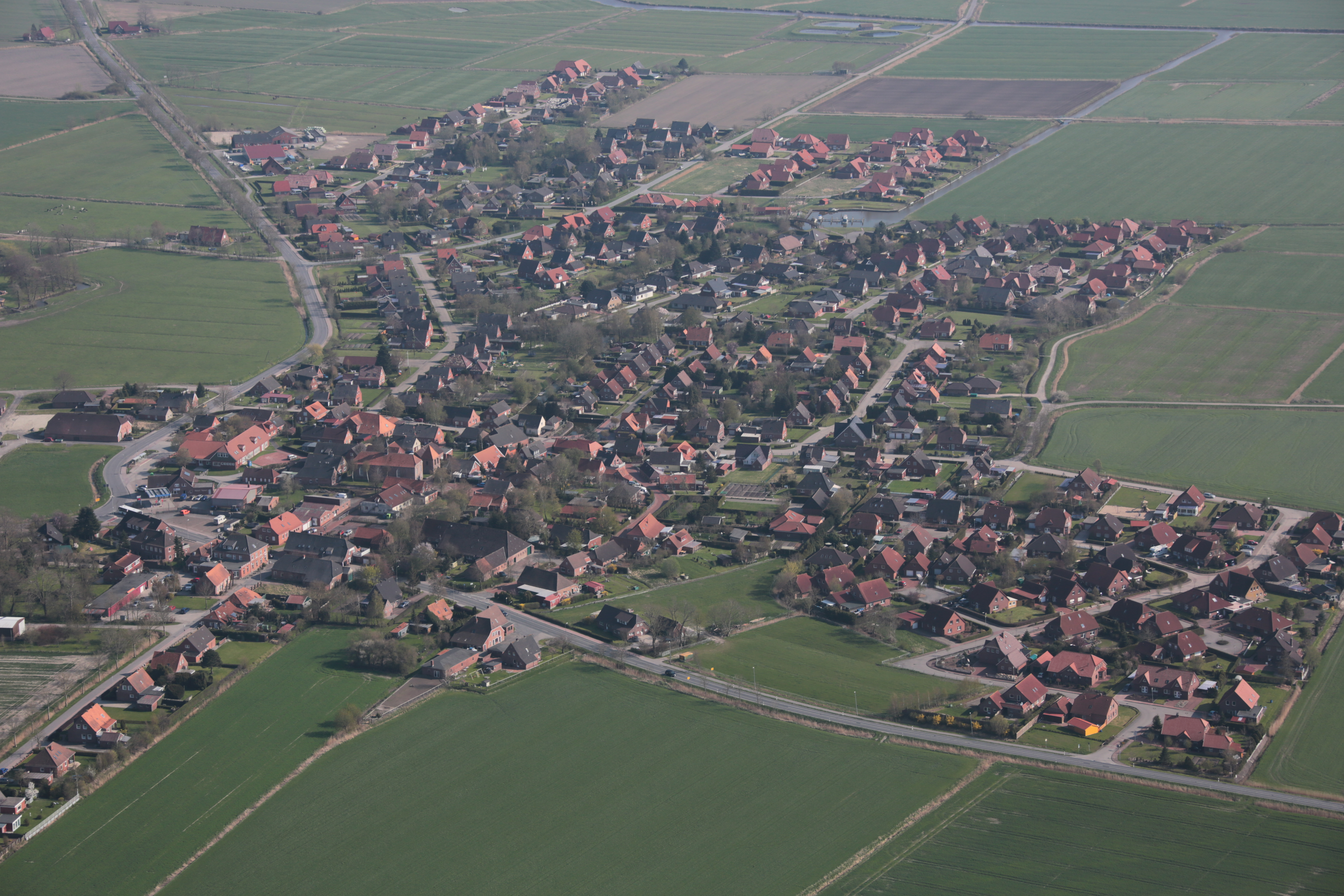
Luchtfoto Wirdum (2013)
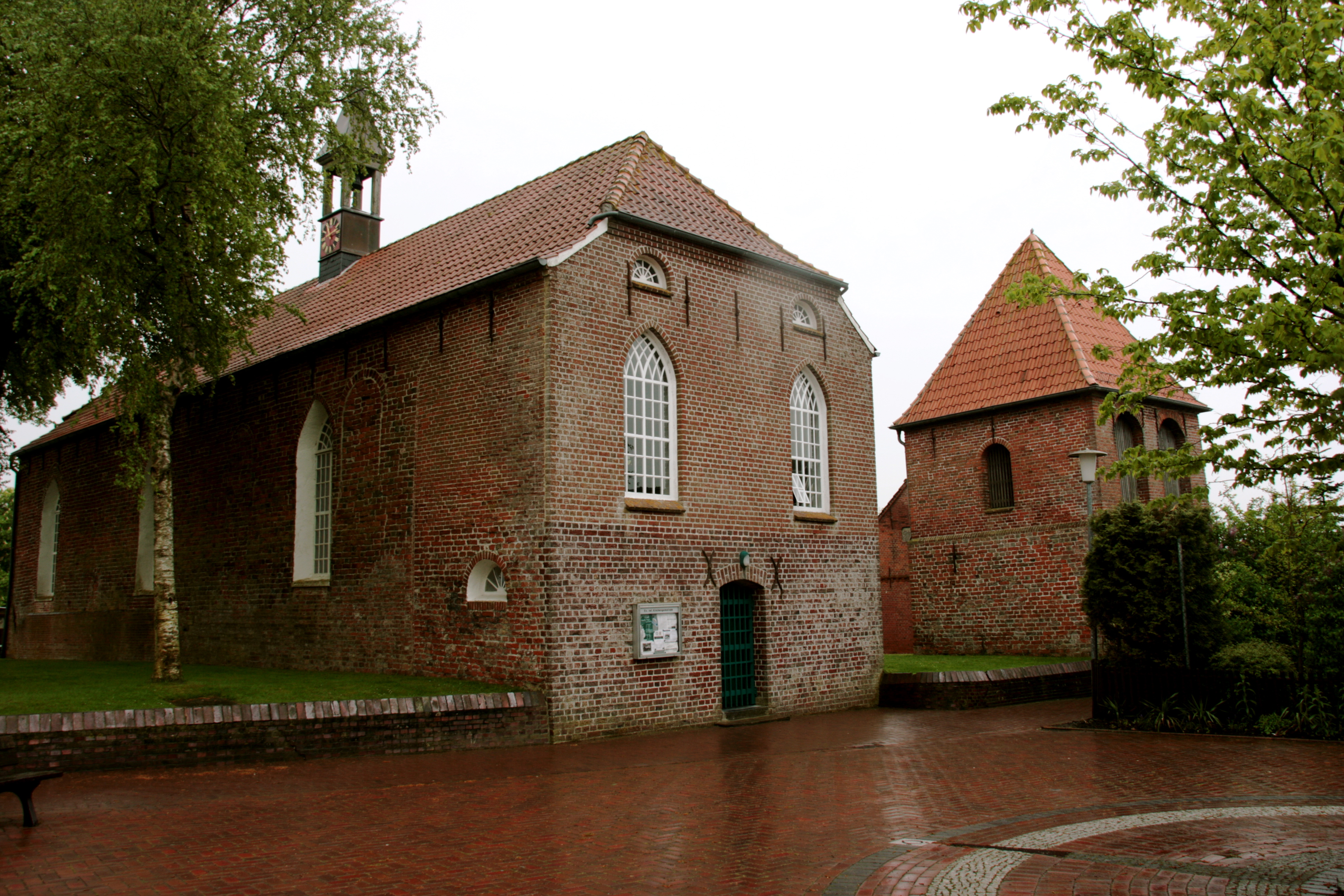
De kerk van Wirdum
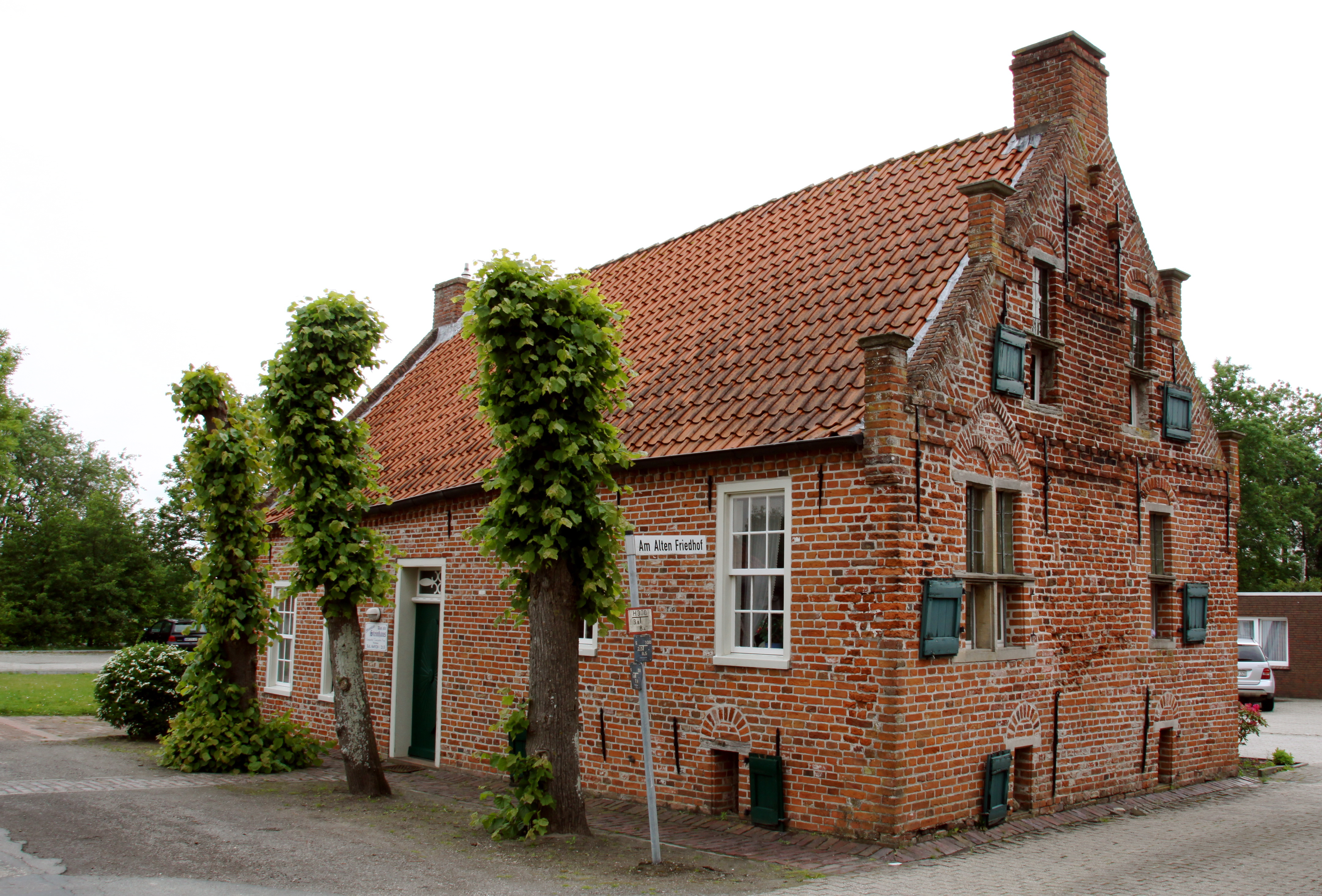
Stenen huis in Wirdum (laat 16e-eeuws)

## Bezienswaardigheden
Het dorp heeft nog wel een middeleeuwse kerk uit de veertiende eeuw. Sinds de reformatie is het een hervormde kerk.

## Economie
De voornaamste, alhoewel in belang sterk afgenomen, bron van inkomsten in Wirdum is de landbouw. Daarnaast wonen er veel forensen, die bij de Volkswagenfabriek te Emden werken.